# Gera
Gera er en by i den tyske delstat Thüringens østligste del og er den tredjestørste i delstaten med 99.987 indbyggere, optalt i 2005. Byen har siden 1959 været blandt Tysklands største med højdepunktet i 1988 med 134.834 indbyggere. Siden genforeningen er tallet dog faldet støt.
I det område hvor byen befinder sig, har der boet mennesker i ca. 80.000 år og lige syd for byen – ved landsbyen Weida – har man konstateret den hidtil sydligste udbredelse af indlandsis under istiden.
Under industrialiseringen i det 19. århundrede udviklede Gera sig både til et industricentrum, og et trafik-knudepunkt med talrige jernbaneforbindelser. Hovedparten af de industrier, som fandtes i Gera under DDR-tiden eksisterer ikke længere eller har ikke længere nogen væsentlig betydning for byen. I dag findes de største fabrikker indenfor levnedsmiddel- og kosmetikområdet.
Det kan tilføjes at kunstneren Otto Dix, atletikudøveren Heike Drechsler og cykelrytteren Olaf Ludwig stammer fra byen.

## Historie
Navnet Gera betegnede oprindeligt det afsnit af Elsterdalen, hvor byen i dag befinder sig. Byen blev sandsynligvis allerede før Folkevandringstiden befolket, og blev siden det 8. århundrede overtaget af de bosatte slavere.
995 blev Gera første gang nævnt i en grænsebeskrivelse. 999 kom provincia Gera i bispedømmet Quedlinburg|s besiddelse. Senere gennem flere århundereder udviklede området sig gennem flere arvedelinger til fyrstehuset Reuß.
Efter at der i det 12. århundrede i centrum af området Gera opstod en bosættelse med samme navn, opnåede byen omkring 1237 sine byrettigheder. I begyndelsen udviklede byen sig langsomt. 1450 blev byen i den Saksiske broderkrig næsten ødelagt.
Siden 1564 var Gera residensby for den yngre linje af familien Reuß. Denne tid betød en opblomstring for Gera, i det tekstilindustrien siden det 15. århundrede havde fået en stor betydning. Under landsherren Heinrich Posthumus Reuß fik byen endnu større betydning. 1686 og 1780 blev byen delvis ødelagt af flere brande.
I det 19. århundrede udviklede Gera sig til et industricentrum. I 1882 grundlagde Oscar Tietze en butik, der efterhånden udviklede sig til butikskæden Hertie. Ti år senere, 1892, fik Gera sporvogne
- Johanneskirken
- Gera teater
- Orangeriet i Gera
- Rådhuset
- Detalje ved byens apotek
- Banegården

## Ekstern henvisning
- Wikimedia Commons har flere filer relateret til Gera
- Gera Officielt websted